# Engadin

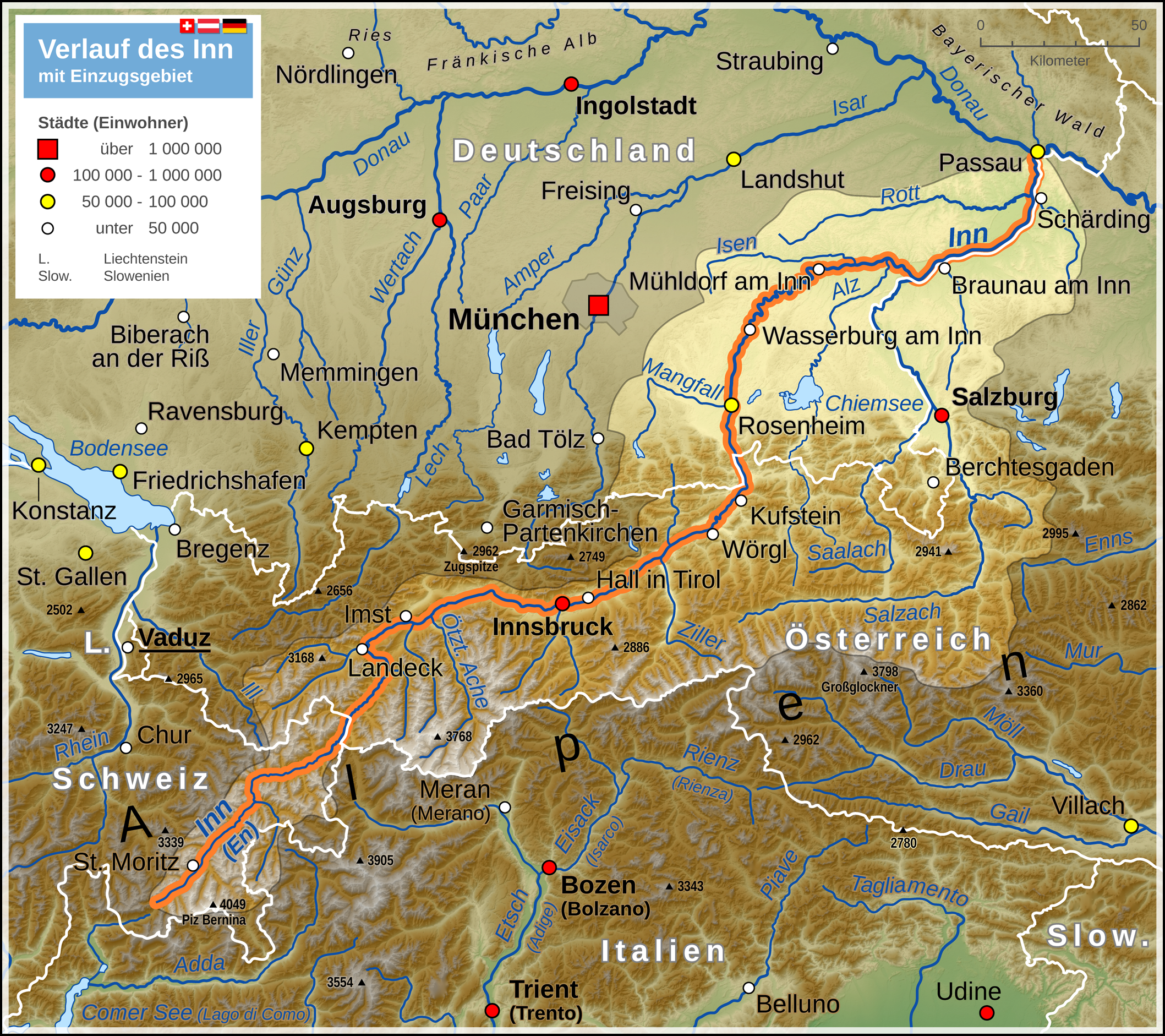
Verlauf des Inns

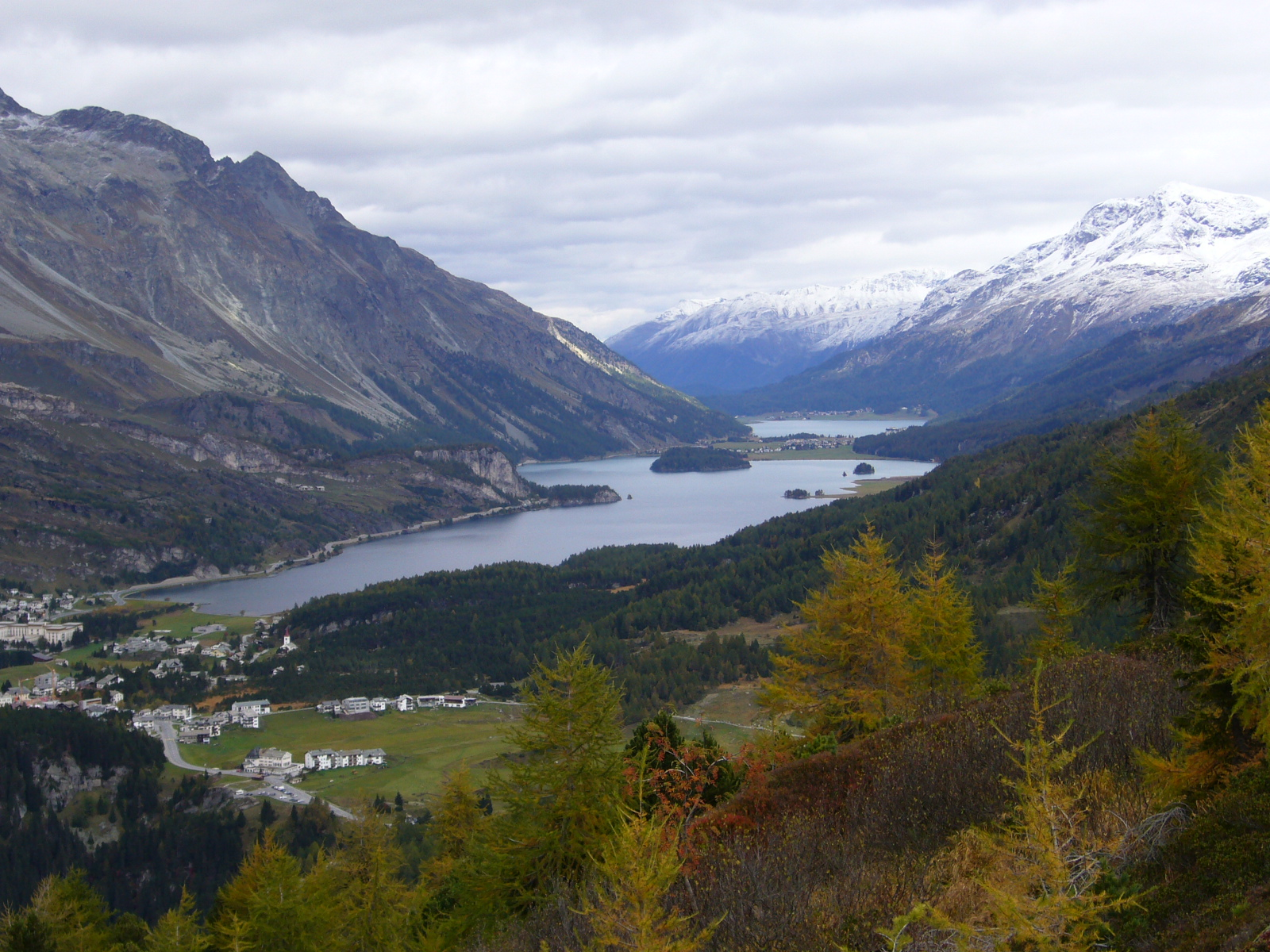
Oberengadin, Blick von unterhalb des Bergeller Gipfels Motta Salacina nach Nordosten Richtung Sils, im Vordergrund Maloja

Das Engadin (rätoromanisch Engiadinaⓘ, Nagiadegna und Gidegna, italienisch Engadina, womöglich abgeleitet von En, dem rätoromanischen Namen des Flusses Inn) ist ein Hochtal im schweizerischen Kanton Graubünden. Es ist eines der höchstgelegenen bewohnten Täler Europas und mehr als 80 km lang. Es bildet die obere Talstufe des Inns und wird in das Ober- und das Unterengadin unterschieden. Die Grenze zwischen den beiden Abschnitten des Bergtales markiert der Bach Ova da Punt Ota, der zwischen Cinuos-chel (Fraktion der Gemeinde S-chanf) und Brail (Fraktion der Gemeinde Zernez) von links in den Inn mündet. Als Landmarke gilt die Punt Ota, die oberhalb der Mündung über den Bach führt.

## Etymologie
Das Tal erscheint erstmals namentlich als vallis Eniatina in einer lateinischen Quelle von 930. Der Engadiner Philologe Robert von Planta schlug vor, dass der Name von einem nicht belegten Stammesnamen *Eniates her zu erklären sei. In diesem Falle würde es sich um eine Ableitung vom Flussnamen Inn (< Aenus / Enus) mit dem keltischen Suffix -ates zur Bezeichnung der Einwohner, Anwohner handeln; Engadin bedeutete damit «bei den Anwohnern des Inns».

## Geographie

### Oberengadin

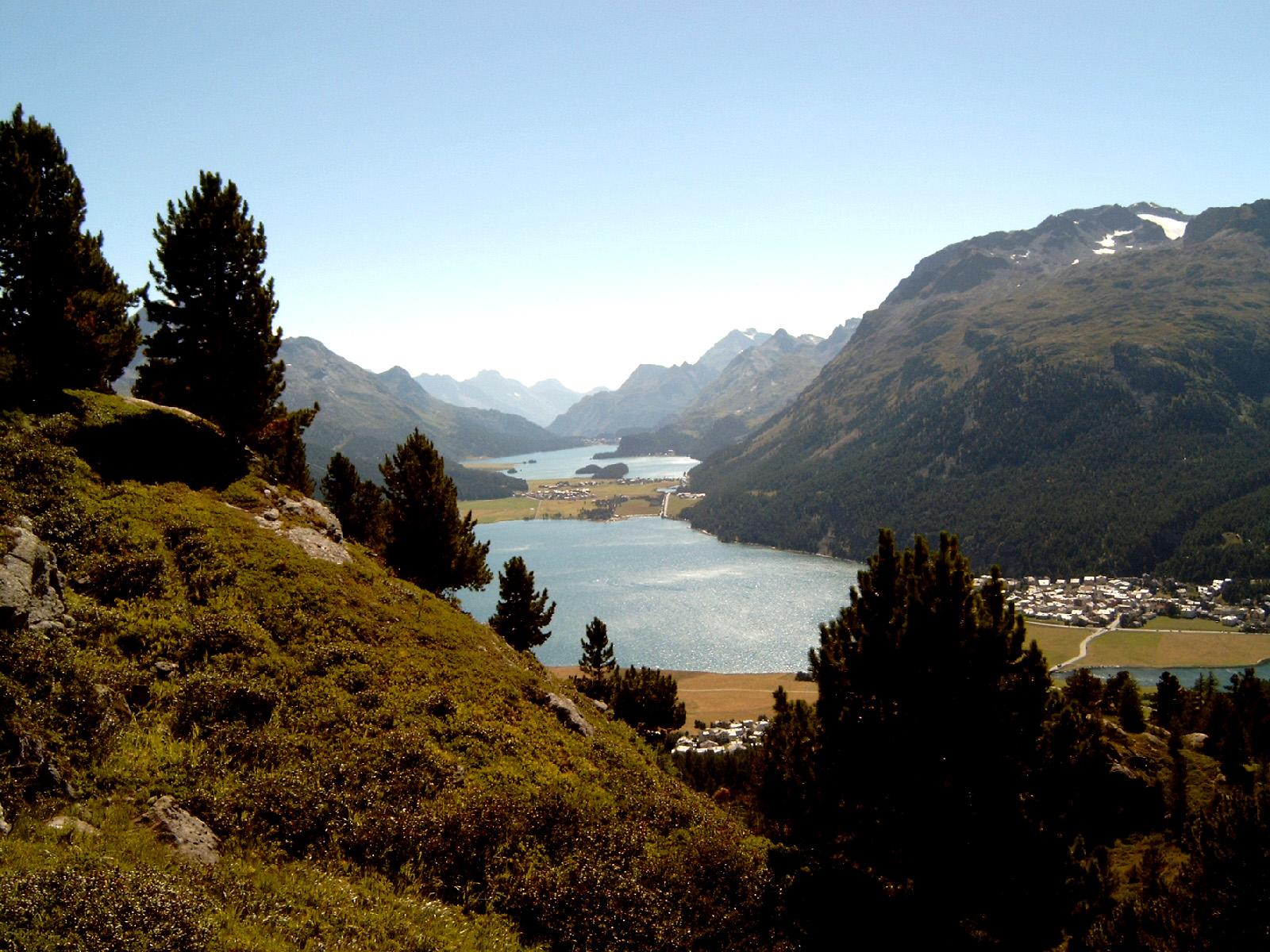
Die Oberengadiner Seenplatte: Silvaplanersee und Silsersee

Das Oberengadin (rätorom. Engiadin’Ota) ist von einem ebenen, 1600 bis 1800 m hoch gelegenen Talboden mit Seen geprägt (Engadiner Seenplatte: Silsersee, Silvaplanersee, Lej da Champfèr und St. Moritzersee), von Arven- und Lärchenwäldern, sowie, besonders in den Nebentälern, von Gletschern. Auf Grund der Höhenlage weist die Talsohle hochmontanes bis subalpines Klima auf und ist einer der winterkältesten Landstriche der Alpen. Die Wiesen im Tal werden von nur mässig steilen Bergflanken eingefasst, über die meist schroffere Schneegipfel aufragen. An den Schattenhängen im Süden erstrecken sich Nadelwälder und darüber Alpweiden; die waagerechte Grenzlinie ist gut erkennbar. Das Oberengadin ist durch den Berninapass mit dem Puschlav und durch den Malojapass mit dem Bergell verbunden; nach Norden hin verbinden es der Julierpass mit dem Oberhalbstein und der Albulapass mit dem Albulatal. Der nordöstliche Teil des Oberengadins in Richtung Unterengadin heisst La Plaiv.

#### Ortschaften im Oberengadin
(talabwärts): Maloja (eine Fraktion und ehemalige Alp des Bergeller Dorfes Stampa und daher politisch zum italienischsprechenden Bergell gehörend), Sils (Segl), Silvaplana (Silvaplauna), Surlej (gehört zu Silvaplana), Champfèr (eine zweigeteilte Fraktion, welche durch einen Dorffluss zwischen St. Moritz und Silvaplana politisch aufgeteilt ist), St. Moritz (San Murezzan), Celerina (Schlarigna), Pontresina (Puntraschigna), Samedan, Bever, La Punt Chamues-ch, Madulain, Zuoz, S-chanf, Cinuos-chel (eine Fraktion der Gemeinde S-chanf)

#### Seitentäler
Grössere Seitentäler sind das bei Samedan aus Südosten vom Berninapass herabkommende Val Bernina mit dem Ort Pontresina und das Val Bever bei Bever.

### Unterengadin

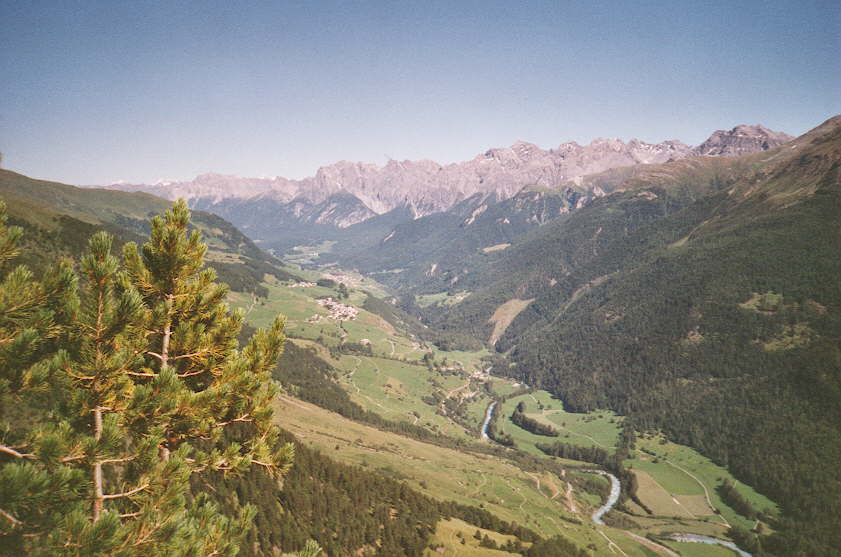
Das Unterengadin, Blick nach Osten auf die Unterengadiner Dolomiten

Das Unterengadin (rätorom. Engiadina Bassa) weist ein deutlich grösseres Gefälle auf (von 1610 bis 1019 m). Es ist enger und wilder als das Oberengadin. Der Inn rauscht hier über Felsen und wühlt sich zwischen engen Wänden durch. Die wildeste seiner Schluchten ist die von Finstermünz, wo er das Schweizer Gebiet verlässt.
Das Unterengadin ist über den Flüelapass mit dem Landwassertal bei Davos sowie über den Ofenpass mit dem Val Müstair verbunden. Zusätzlich besteht seit 1999 mit der Vereinalinie eine Bahnverbindung ins Prättigau, die neben dem (nur bedingt wintersicheren) Julierpass und der Albulabahn, beide im Oberengadin, die einzige ganzjährig nutzbare Verkehrsverbindung des Engadins zur restlichen Schweiz darstellt.
Nach der Grenze zu Österreich schliesst das Oberinntal ans Unterengadin an.

#### Ortschaften im Unterengadin
(talabwärts): Gemeinde Zernez: Brail, Zernez, Susch, Lavin; Gemeinde Scuol: Giarsun, Guarda, Bos-cha, Ardez, Ftan, Tarasp, Scuol, Sent; Gemeinde Valsot: Vnà, Ramosch, Seraplana und Raschvella (Fraktionen der ehemaligen Gemeinde Ramosch), Tschlin, Strada und Martina (Fraktionen der ehemaligen Gemeinde Tschlin); Gemeinde Samnaun: Compatsch, Laret, Plan, Ravaisch, Samnaun-Dorf.

## Flora und Fauna
Botanisch ist das Engadin von bemerkenswertem Reichtum, speziell die Kryptogamenflora.
An den nach Norden abfallenden Hängen des Engadin erstrecken sich dichte Tannen- und Föhrenwälder bis auf eine Höhe von 1800 m, während an den südexponierten Hängen wegen der Trockenheit vermehrt Lärchenwälder anzutreffen sind, die sogar bis 2100 m hinaufreichen.
In den weiträumigen Wäldern des Engadin leben Rothirsche und Rehe, in den gebirgigen Regionen Gämsen und Steinböcke. In den felsigen Seitentälern hausen Steinadler und Bartgeier. Hirsche, Rehe und Gämsen werden jedes Jahr während dreier Wochen im September kontrolliert bejagt. Die Steinböcke werden in einer Sonderjagd reguliert.
Auch an nutzbaren Mineralien (Galmei, Bleiglanz, silberhaltigen Bleierzen, Kupferkiesen etc.) ist das Engadin reich; wirtschaftlich bedeutender sind aber die Mineralquellen von St. Moritz im Ober- und von Scuol-Tarasp im Unterengadin.

## Geschichte

### Frühgeschichte und Römisches Reich
Seit etwa 2000 v. Chr. bewohnten sesshafte Bauern auf Hügelkuppen und Hangterrassen, wie Ramosch-Mottata eine ist. Aus der mittleren Bronzezeit ist auch die Quellfassung von St. Moritz datiert. Für eine intensivere Besiedlung in der späten Bronzezeit (1200–800 v. Chr.) sprechen die Funde in Ardez-Suotchastè und Scuol-Munt Baselgia. Die Laugen-Melaun-Kultur wurde ab dem 6. Jh. v. Chr. von der Fritzens-Sanzeno-Kultur abgelöst. Für die Region von Zernez bis St. Moritz ist die Breno-Kultur belegt.
15 v. Chr. wurde das Engadin als Teil der Provinz Rätien ins Römische Reich eingegliedert, weil Rom die Pässe nach Germanien brauchte. Funde entlang der Römerstrassen zeugen von deren Bedeutung, und vom römischen Ausbau der Verbindungsstrassen profitierte Rätien bis ins frühe Mittelalter hinein. Nach dem Ende des Römischen Reichs wurde das Engadin mit Rätien Teil des Ostgotenreichs, 536 fiel es an die Franken. Die weltliche und geistliche Herrschaft lag ab dem 7. Jahrhundert in den Händen des Adelshauses der Zacconen, die auch Viktoriden genannt wurden.

### Mittelalter und Reformation
806 wurde die Provinz in Ober- und Unterrätien durch Karl den Grossen geteilt, das Engadin wurde Teil von Oberrätien. 916 fiel das Oberengadin an das Herzogtum Schwaben, das Unterengadin an die Grafschaft Vinschgau. Die beiden Talabschnitte gingen bis 1652 politisch und verfassungsgeschichtlich getrennte Wege. Das Oberengadin hatte seine eigenen Grafen. Graf Dedalrich verkaufte 1139 sein Land an das Bistum Chur, von dem sich 1494 die Oberengadiner freikauften. Im Unterengadin führten die vielfach sich durchkreuzenden Herrschafts- und Lehnrechte der Besitzer zu langen Fehden.
Im Hochmittelalter konnte der Bischof von Chur dank Schenkungen und Privilegien seinen Einfluss im Oberengadin ausbauen. 1137 und 1139 kaufte er die Güter der Grafen von Gamertingen zwischen Punt Ota und St. Moritz und wurde dadurch mächtigster Herrscher der Region. 1367 trat das Oberengadin dem Gotteshausbund bei, eine gewisse Selbstverwaltung war trotzdem möglich. Politische Nutzniesser waren die bischöflichen Ministerialen aus dem Hause Planta, deren Aufstieg nach 1250 einsetzte. Daneben spielte die Familie Salis aus Samedan eine bedeutende Rolle. Im Mittelalter nutzte die Oberengadiner Talgemeinde Ob Pontalt (rätorom. Sur Punt Ota) gemeinsam die Weiden, Wälder und Gewässer der Region. Einzelne Siedlungen schlossen sich zu Nachbarschaften zusammen, wie die Chantuns Sils und Fex 1477. Ab 1526 wurden die bischöflichen Rechte ausgekauft, und das Gemeineigentum wurde 1538 bis 1543 aufgeteilt. Das Hochgericht der nunmehr territorial geschlossenen politischen Gemeinde war in Zuoz und von 1438 an in den Gerichten in Funtauna Merla zusammengefasst. Ab 1534 liess der Landammann Johann Travers aus Zuoz biblische Schauspiele mit geistlichem Inhalt erstmals in rätoromanischer Sprache durchführen, die eine grosse Wirkung auf die Bevölkerung hatten. 1550 bis 1577 nahm das Oberengadin das reformierte Bekenntnis an. 1552 bis 1562 schufen die beiden Reformatoren Jachiam Tütschett Bifrun und Ulrich Campell mit Bibelübersetzungen die rätoromanische Schriftsprache. Mehrere Druckereien mit Namen Saluz, Dorta, Gadina und Janett stimulierten danach ein lebhaftes Geistesleben.
1140 kam das Unterengadin als Lehen an die Grafen von Tirol. 1160 und 1177 hatten die Edlen von Tarasp ihr Schloss mitsamt den Besitzungen in Guarda, Scuol und Ftan dem Bischof von Chur geschenkt. Durch Zukauf etlicher Burgherrschaften wie Ardez-Steinberg erwarb dieser eine überragende Machtstellung in der Region. Der Erwerb der Landeshoheit scheiterte an den Habsburgern und ab 1363 am Grafen von Tirol. 1367 trat das Unterengadin dem Gotteshausbund bei. 1464 kauften die Habsburger die Herrschaft Tarasp, und 1475 lösten ihre feudalen Ansprüche den Hennenkrieg aus. Der Versuch, das Unterengadin und das benachbarte Münstertal in die Gerichtsvogtei Nauders zu integrieren, löste 1499 den Schwabenkrieg aus. Alle Dörfer wurden von kaiserlichen Landsknechten geplündert und verwüstet. Der Bündner Sieg an der Calven 1499 setzte der habsburgisch-tirolischen Expansion ein Ende. Die Erbeinigung von 1500 fixierte den alten Zustand: Das Unterengadin blieb unter habsburgischer Landeshoheit und war gleichzeitig Mitglied des Gotteshausbundes. Im 16. Jahrhundert war es im Unterengadin als Teil der Drei Bünde ruhig, abgesehen vom Strafgericht von 1565, dem Speckkrieg gegen die Pensionäre Frankreichs. Von 1529 bis 1553 trat das Unterengadin (ohne das österreichische Tarasp) zum neuen reformierten Glauben über. In den Bündner Wirren, im Kampf um das Veltlin und die Bündner Pässe, in dem die Habsburger eine Verbindung zwischen ihren Territorien anstrebten, versuchten sie auch im Unterengadin und im Prättigau ihren Einfluss zu steigern. So überfiel 1621 Alois Baldiron das Unterengadin und besetzte es bis 1629. Die Rekatholisierungsversuche durch Kapuziner scheiterten, da die Gemeinden danach sogleich wieder zum reformierten Bekenntnis zurückkehrten. Nur Samnaun, das ab dem 19. Jahrhundert als deutschsprachige Talgemeinde auch sprachlich einen eigenen Weg ging, blieb katholisch. 1652 wurden die österreichischen Rechte ausgekauft.

### Neuzeit
1798–1800 war das Engadin Schauplatz der Kämpfe zwischen Franzosen und Österreichern. Eine letzte österreichische Besitzung war das katholische Tarasp, das durch den Reichsdeputationshauptschluss von 1803 dann 1815 wieder an Graubünden kam. Seit 1851 gliedert sich das Engadin in die Bezirke Inn und Maloja mit den Kreisen Oberengadin, Obtasna, Untertasna und Ramosch.
Wirtschaftlich war die Berglandwirtschaft seit jeher nach Oberitalien und dem Tirol ausgerichtet. Der Export von Grossvieh, Kleinvieh, weitere landwirtschaftliche Produkte, Holz und Erz finanzierte die Importe wie Getreide, Wein und Salz. Die Salinen von Hall und die Erzwerke in S-charl verbrauchten viele Wälder des Unterengadins. In der Neuzeit hatten die temporären Auswanderer, die Randulins, die 1603–1766 als Engadiner Zuckerbäcker einträgliche Privilegien in Venedig genossen, wesentlich zum wachsenden Wohlstand beigetragen. Nach der Kündigung des Vertrags durch Venedig emigrierten viele Engadiner in andere italienische Städte sowie in weitere europäische Zentren.
1820–1840 wurde die Obere Strasse über den Julierpass und den Malojapass gebaut, 1845–1872 die Talstrasse erstellt und 1907–1912 die Samnauner Strasse angelegt. Die Eröffnung des Gotthardtunnels 1882 liess den Transitverkehr mit Postkutschen und die damit verbundenen Geldeinnahmen der Säumerei über die Bündner Pässe einbrechen. Diese Lücke wurde durch den nach 1850 aufkommenden Trink-, Badekuren- und Alpintourismus allmählich kompensiert.
1903–1913 wurde die Albulabahn der Rhätischen Bahn als Verbindung ins Oberengadin erstellt und kurbelte den Tourismus weiter an. Der Erste Weltkrieg beendete rasch die goldene Zeit der Grandhotels. Die Wirtschaftskrise nach 1929 vernichtete viele touristische Arbeitsplätze. Ab 1925 wurde das Strassennetz für das Automobil ausgebaut, 1938 der Flugplatz in Samedan vorerst als Militärflugplatz errichtet. 1914 erfolgte die Gründung des Schweizerischen Nationalparks im Unterengadin. Die Erschliessung mit Seilbahnen und Skiliften liess den Wintertourismus ab 1945 stark ansteigen, die Olympischen Winterspiele in St. Moritz 1928 und 1948 sorgten für weltweite Publizität. Die erste Ausbauphase der Wasserkraft war 1932 beendet, ohne die Seen im Oberengadin anzutasten. Ab 1954 wurden weitere Projekte der Engadiner Kraftwerke realisiert, die Staumauern Punt dal Gall und Livigno waren die grössten Bauwerke. Zwischen der Tourismusregion Oberengadin und dem landwirtschaftlich dominierten Unterengadin besteht ein merkliches Wohlstandsgefälle. Von der 1999 eröffneten und wintersicheren Vereinalinie verspricht sich das Unterengadin einen Entwicklungsschub. Die bestehenden Strassenübergänge des Flüela- und Albulapasses sind im Winterhalbjahr gesperrt; nur der Julierpass kann ausser in schneereichen Wintern ganzjährig befahren werden.

## Kultur
Kulturhistorisch bedeutsam ist neben der reichen rätoromanischen Literatur besonders die Engadiner Theatergeschichte. Eine architektonische Besonderheit des Engadins ist das Engadinerhaus.
Museen im Engadin:
- Maloja: Sperrstelle Maloja
- Pontresina: Museum Alpin
- Samedan: Chesa Planta
- Scuol: Unterengadiner Museum
- Sils im Engadin: Museum Andrea Robbi
- St. Moritz: Museum Robert Berry
- St. Moritz: Engadiner Museum, Segantini Museum
- Strada: Museum Stamparia
- Susch: Muzeum Susch
- Zernez: Nationalparkhaus Zernez

## Bevölkerung

### Sprachen
Die Hauptsprache im Unterengadin und in Teilen des Oberengadins ist das Bündnerromanisch. Im Oberengadin wird Putér und im Unterengadin Vallader gesprochen, zwei rätoromanische Idiome mit jeweils eigener Schriftsprache, die von den Engadinern zusammenfassend Rumantsch Ladin genannt werden. Das Ladin des Engadins ist jedoch nicht zu verwechseln mit den Ladinischen Sprachen in Nordostitalien. In der Gemeinde Samnaun wird seit dem 19. Jahrhundert ein Tiroler Dialekt gesprochen.
Durch den im letzten Jahrhundert stark aufgekommenen Tourismus, die bessere Erschliessung und den dadurch grösser gewordenen Wirtschaftsraum verzeichnete das Engadin eine starke Zuwanderung von Menschen, die die rätoromanische Sprache nicht mehr beherrschen. Daher wird neben dem Bündnerromanisch auch alemannisches Schweizerdeutsch und Italienisch gesprochen. In den Hauptorten des Oberengadins wurde das Romanische stark verdrängt (vgl. St. Moritz und Region). Im Jahr 2000 bezeichneten nur noch 13 % der dortigen Bevölkerung das Rätoromanische als ihre Hauptsprache und 30 % als ihre Alltagssprache. Im Unterengadin ist die Verdrängung des Romanischen weniger stark, aber eine ähnliche Tendenz ist auch für diese Region erkennbar. Das Vallader verfügt im Unterengadin noch über ein geschlosseneres Territorium, im Jahr 2000 war es hier zu 63 % Hauptsprache und zu 79 % Alltagssprache.
Das Engadin wird sprachlich-kulturell oft identifiziert mit dem nur in dieser Region beheimateten Gruss Allegra!
Die Dörfer kennen bis heute die Tradition von Über- und Spottnamen für die jeweilige Siedlung.

## Wirtschaft
Durch den seit über hundert Jahren stark aufgekommenen Tourismus verzeichnet das Engadin eine starke Zuwanderung von Menschen. Die rege Bautätigkeit verändert die Siedlungsstruktur und führte zu städtischen Zentren bei St. Moritz mit seinen 5600 Einwohnern.
St. Moritz, inmitten der Oberengadiner Seenlandschaft auf 1856 Metern Höhe gelegen, hatte schon Anfang des 19. Jahrhunderts einen europaweiten Ruf wegen seiner Heilquellen. Das erste Kurhaus wurde 1831 eröffnet. Seither folgte eine teils mondäne Hotellerie und später auch Ferienwohnungsbau. St. Moritz wurde zu einem der bekanntesten Ferienorte der Welt. Am 9. August 1907 wurde mit der Muottas-Muragl-Bahn die erste Standseilbahn eröffnet.

## Sonstiges
1932 entstand der Spielfilm Abenteuer im Engadin von Harald Reinl, der im Wesentlichen aus Sport- und Verfolgungsszenen vor dem Hintergrund verschneiter Landschaft besteht.